# Рекшня, Юрис
Юрис Рекшня (латыш. Juris Rekšņa; 11 апреля 1959, Рига — 25 августа 2023) — латвийский генерал (2000), начальник Государственной полиции Латвии (1998—2003) и госсекретарь Министерства внутренних дел Латвийской Республики (2003—2005).

## Биография
Родился 11 апреля 1959 в Риге в семье священника. В 1977 году окончил Рижскую 73 среднюю школу, в 1986 году юридический факультет Латвийского государственного университета. С 1979 по 1989 год работал милиционером в батальоне патрульной службы, потом в рижской дежурной части. В начале 1990-х продолжил работу в структурах правоохранительных органов; в 1996 году назначен начальником Рижской полиции порядка. С 2 июня 1998 по 14 января 2003 года начальник Государственной полиции Латвии. В 2000 году присвоено звание генерал полиции. С 2003 по 2005 год работал на должности госсекретаря МВД Латвии.
В 2006 году Рекшня стал юридическим консультантом новостных программ Латвийского Независимого Телевидения и консультантом начальника Государственной полиции. В марте 2017 года назначен руководителем коммерческого аэропорта Тукумс.

## Награды
- Позолоченный почётный знак Ордена Трёх звёзд (1997)[1]
- Почётный Орден Виестура II степени (2013)[1]